# گوستاف الکساندر
گوستاف الکساندر (آلمانی: Gustav Alexander؛ ‏ ۱ ژانویهٔ ۱۸۷۳ – ۱۲ آوریل ۱۹۳۲) جراح و متخصص پزشکی گوش و حلق و بینی اهل اتریش بود. او از سال ۱۹۱۷ تا زمان مرگش مدیر بخش گوش و حلق و بینی «پلی کلینیک عمومی وین» بود. وی پدر لیو الکساندر بود.
او توسط یک بیمار سابقش به نام «یوهان سوکوپ» که اهل چکسلواکی بود، در خیابان مسیر بین خانه‌اش و پلی‌کلینیک که از ۲۲ سال قبل قصد ترور او را داشت، کشته شد.